# Les Petites Vieilles (film)
Cet article concerne le film russe. Pour le poème de Baudelaire, voir Les Petites Vieilles.
Pour plus de détails, voir Fiche technique et Distribution.
Les Petites Vieilles (russe : Старухи, Staroukhi) est une comédie dramatique russe réalisée par Guennadi Sidorov (ru) et sortie en 2003.
En France, le film reçoit le grand prix au Festival Premiers Plans d'Angers et le prix du public au Festival du cinéma russe à Honfleur en 2003.

## Synopsis
Dans un village abandonné, loin de l'agitation urbaine, de l'électricité et de la radio, vivent plusieurs vieilles femmes qui parlent un dialecte spécifique de la langue russe. À part les frasques de Mikolka (Sergueï Makarov), un berger local atteint de trisomie 21, les dames ne sont pas gâtées par l'attention masculine. Et d'ailleurs, le reste du monde semble tout simplement les avoir oubliées. Seul un parent indigne venu de la capitale se rend de temps en temps à un enterrement, un soldat en permission vient chercher de l'alcool de contrebande, ou un char d'assaut débarque du champ de tir voisin et réduit la maison en miettes. Soudain, une famille de réfugiés d'Asie centrale s'installe dans ce village isolé (dans le film, ils parlent ouzbek, bien que la petite fille chante une chanson enfantine en tadjik). Les nouveaux arrivants, qui ont fui la guerre, créent une exploitation agricole et organisent leur vie, ce qui ne plaît pas toujours aux habitants indigènes du village : les femmes accueillent la famille de réfugiés avec méfiance et des théories complotistes xénophobes. Mais, se trouvant de part et d'autre du mur des préjugés, les « petites vieilles » et les Tadjiks se rapprochent bientôt et se racontent les expériences qui les a menés là.

## Fiche technique
- Titre français : Les Petites Vieilles[1]
- Titre original : Старухи, Staroukhi[3],[4]
- Réalisation : Guennadi Sidorov (ru)
- Scénario : Guennadi Sidorov
- Photographie : Anatoli Petriga
- Musique : Andreï Khoudiakov (ru)
- Décors : Vladimir Iarine
- Production : Fondation régionale du soutien de l'art cinématographique avec le soutien du Ministère de la Culture de la Fédération de Russie.
- Pays de production :  Russie
- Langue originale : russe
- Format : couleurs - 35 mm
- Durée : 100 minutes
- Genre : comédie dramatique
- Dates de sortie : 
  - Ukraine : octobre 2003 (Festival international du film de Kiev Molodist)
  - Russie : 1er janvier 2004
  - France : 21 janvier 2004 (Festival Premiers Plans d'Angers)

## Distribution
- Valentina Berezoutskaïa — Fiokla
- Sergueï Makarov (ru) — Mikolka
- Galina Smirnova
- Zoïa Norkina
- Tamara Klimova
- Bronislava Zakharova
- Nikita Romanenko
- Anastassia Lioubimova
- Guénnadi Sidorov — Fedka